# Hylaeus quadratifer
Hylaeus quadratifer är en biart som först beskrevs av Cockerell 1912.  Hylaeus quadratifer ingår i släktet citronbin, och familjen korttungebin. Inga underarter finns listade i Catalogue of Life.